# Carex flaviformis
Carex flaviformis är en halvgräsart som beskrevs av Ernest Nelmes. Carex flaviformis ingår i släktet starrar, och familjen halvgräs. Inga underarter finns listade i Catalogue of Life.